# Villa Mercedes (San Luis)
Villa Mercedes es la localidad cabecera del departamento General Pedernera, provincia de San Luis, Argentina.
Situada en la entrada oriental a la región de Cuyo, dista 732 kilómetros al oeste de la Ciudad Autónoma de Buenos Aires y a unos 90 km al sureste de la ciudad de San Luis, la capital provincial, además desde 2023, es la capital alterna de la provincia.
Sus propios habitantes usualmente omiten el "Villa" y la llaman Mercedes.

## Historia

### Fundación
La ciudad, antiguamente Fuerte Constitucional, fue fundada a mediados del siglo XIX por habitantes de El Morro como un plan estratégico por la ubicación para extender el territorio del país hacia el sur, más precisamente hasta las orillas del Río Quinto.
Hacia 1706, en torno a un fuerte a orillas del Río Quinto, se formaría también una posta llamada risueñamente «Las Pulgas». Al mismo tiempo, el cacique Ereguereyán, junto a sus tres hijos, el cacique Andrés Liquid, los aborígenes İluquén y "el Ñato Cara Cortada", que habían sido detenidos por el teniente de gobernador general cordobés José de Cabrera y Velasco como principales sospechosos del asesinato del hidalgo Alonso de Herrera Garay y sus peones cuando iban a buscar ganado cimarrón a la sierra de Tandil, declaró en el juicio sumario ser inocente, y señaló a los otros dos caciques Yahati y Queleliano, que estaban ausentes, como los verdaderos culpables, ya que cuando ocurrió la tragedia él había estado en el nuevo fuerte y posta Las Pulgas en el año 1707.
Mediante auto del 20 de febrero de 1752, se inició el acto de surgimiento del pueblo que originaría a la actual ciudad. El poblado ubicado al amparo del fuerte sufriría diversos malones aborígenes, provocando su abandono y repoblación en varias ocasiones. En el año 1824 dicha posta dio albergue al cardenal Giovanni María Mastai Ferretti —luego nombrado papa Pío IX— y en 1833 a Charles Darwin en sus viajes por el Cono Sur.
Tal posta dio origen en 1856 al «Fortín Constitucional» (durante el gobierno de Justo Daract), cuyo objetivo fue ser uno de los núcleos de la línea de fortines en toda la pampa húmeda para frenar el avance de los indígenas ranqueles. La futura ciudad recibiría también el nombre de «Río Quinto» por fundarse a orillas del río de ese nombre. En 1861 el nombre se cambió al actual de Villa Mercedes.

### SigloXX
La ciudad prosperó desde los años 90 del siglo XIX con la llegada del Ferrocarril Buenos Aires al Pacífico, que comunicaba Buenos Aires con Valparaíso. Desde finales del siglo XIX recibió una importante inmigración transatlántica, destacándose los inmigrantes de origen español, italiano, libanés y sirio.
A partir de la actividad agrícola ganadera se establecieron importantes frigoríficos, tambos y curtiembres, así Villa Mercedes es una importante ciudad industrial. A fines de siglo XX mediante la Ley de Promoción Industrial en los años 1980 y a 2005, se establecieron fábricas que proveen sus productos a toda la región de Cuyo y a la exportación.

## Geografía
La ciudad se encuentra ubicada en la llanura pampeana, justo en la confluencia de la pampa húmeda y la pampa seca, en una ecorregión denominada "el espinal". Fundada originalmente a las orillas del Río Quinto, solamente en su sector norte, no obstante hoy la ciudad se ubica en ambas orillas y en el acoplamiento de las rutas nacionales RN 7 y RN 8, dista 732 kilómetros al oeste de la Ciudad de Buenos Aires, a unos 30 km del límite con la provincia de Córdoba y a unos 90 km al sureste de la ciudad de San Luis.

### Demografía
Según el censo 2022 la población total del municipio fue de 132 262 personas. En tanto, el número de viviendas registradas fue de 49 073. Estos datos le valieron ser el segundo municipio más poblado de provincia luego de la capital.
| Gráfica de evolución demográfica de Villa Mercedes entre 1869 y 2022 |
|                                                                      |
| Fuente: censos nacionales del INDEC                                  |

### Clima
Villa Mercedes tiene un clima templado caracterizado por la gran oscilación tanto diaria como anual de la temperatura. Durante el verano los días pueden ser muy calurosos por encima de 37 °C por varios días consecutivos y en el invierno es bastante común que la temperatura nocturna baje a −4 °C provocando fuertes heladas. Suele nevar al menos una vez al año.
Las temperaturas extremas son −14.4 °C y 44.1 °C respectivamente para la estación del smn, con una temperatura mínima absoluta histórica registrada el 10 de julio de 2007 de −16.8 °C en la estación meteorológica de la red nacional SIGA-INTA.
| Parámetros climáticos promedio de Villa Mercedes, SL | Parámetros climáticos promedio de Villa Mercedes, SL | Parámetros climáticos promedio de Villa Mercedes, SL | Parámetros climáticos promedio de Villa Mercedes, SL | Parámetros climáticos promedio de Villa Mercedes, SL | Parámetros climáticos promedio de Villa Mercedes, SL | Parámetros climáticos promedio de Villa Mercedes, SL | Parámetros climáticos promedio de Villa Mercedes, SL | Parámetros climáticos promedio de Villa Mercedes, SL | Parámetros climáticos promedio de Villa Mercedes, SL | Parámetros climáticos promedio de Villa Mercedes, SL | Parámetros climáticos promedio de Villa Mercedes, SL | Parámetros climáticos promedio de Villa Mercedes, SL | Parámetros climáticos promedio de Villa Mercedes, SL |
| Mes                                                  | Ene.                                                 | Feb.                                                 | Mar.                                                 | Abr.                                                 | May.                                                 | Jun.                                                 | Jul.                                                 | Ago.                                                 | Sep.                                                 | Oct.                                                 | Nov.                                                 | Dic.                                                 | Anual                                                |
| ---------------------------------------------------- | ---------------------------------------------------- | ---------------------------------------------------- | ---------------------------------------------------- | ---------------------------------------------------- | ---------------------------------------------------- | ---------------------------------------------------- | ---------------------------------------------------- | ---------------------------------------------------- | ---------------------------------------------------- | ---------------------------------------------------- | ---------------------------------------------------- | ---------------------------------------------------- | ---------------------------------------------------- |
| Temp. máx. media (°C)                                | 29                                                   | 28                                                   | 26                                                   | 23                                                   | 20                                                   | 17                                                   | 15                                                   | 16                                                   | 19                                                   | 23                                                   | 27                                                   | 29                                                   | 22.7                                                 |
| Temp. mín. media (°C)                                | 15                                                   | 14                                                   | 11                                                   | 6                                                    | 3                                                    | -1                                                   | -2                                                   | -2                                                   | 4                                                    | 8                                                    | 11                                                   | 14                                                   | 6.8                                                  |
| Fuente: 23 de septiembre de 2009                     |                                                      |                                                      |                                                      |                                                      |                                                      |                                                      |                                                      |                                                      |                                                      |                                                      |                                                      |                                                      |                                                      |

El día 26 de enero de 2023, la ciudad se vio afectada por una tormenta de granizo considerable dejando destrozos por toda la ciudad, esa noche se llevaba a cabo la Fiesta Nacional de la Calle Angosta, teniendo que ser suspendida y postergada, fueron tamaños los destrozos, contando con un fallecido de 70 años por el temporal, la pedrada se trató de una supercelda debido al calor y a la humedad que la provincia tenía en esa semana
el 1 de febrero y 6 de marzo del 2023 pasó algo similar, con granizo chico y dejando destrozos e inundaciones

## Paisaje urbano

### Arquitectura

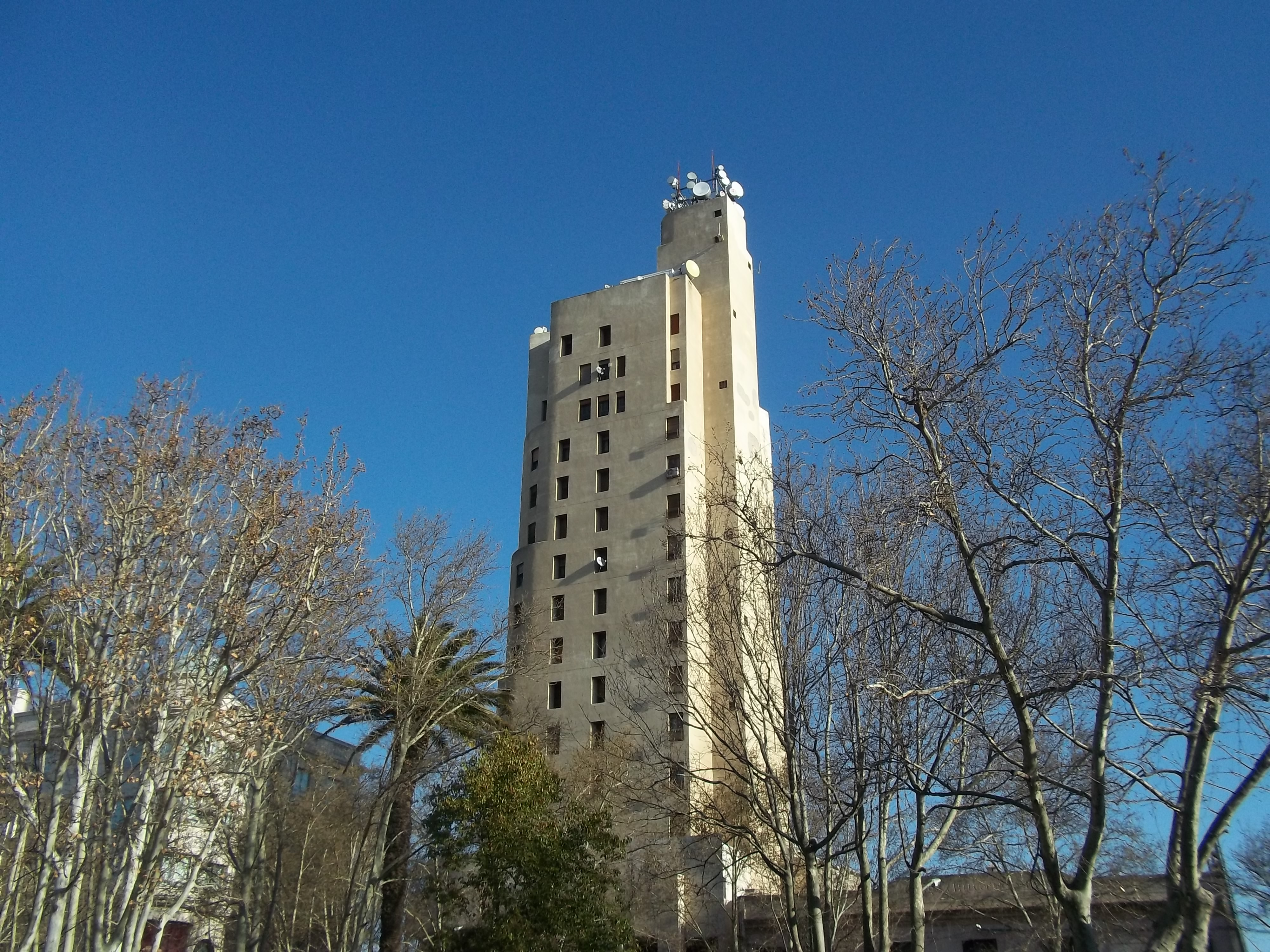
Edificio céntrico de la ciudad

A diferencia de la mayoría de las ciudades de Argentina, la ciudad de Villa Mercedes no cuenta con una plaza principal, sino más bien varias plazas repartidas por distintas zonas de la mancha urbana, las cuales son o han sido importantes. El centro de la ciudad está en el sur de la misma, en donde se destacan 3 plazas, una de ellas la primera manzana de la ciudad, las otras dos separadas por 600 metros de peatonal que conforman el centro comercial de la ciudad. Frente a una de estas dos últimas plazas se destacan edificaciones de comienzos del siglo XX como la Iglesia principal, de estilo neoclásico, y otras múltiples edificaciones que forman el casco histórico mercedino.
Una de las avenidas más concurridas de la localidad es la Avenida 25 de Mayo que comienza en el ingreso norte de la ciudad, confluyendo con la Ruta Nacional 7 y termina en el puente de hierro que da origen a la Ruta Provincial 148. Es el mayor ingreso a la ciudad y pasa por la Terminal de ómnibus de la Villa Mercedes y la Plaza Sarmiento, además pasa muy cerca del Molino Fénix y del inicio de la calle Angosta.

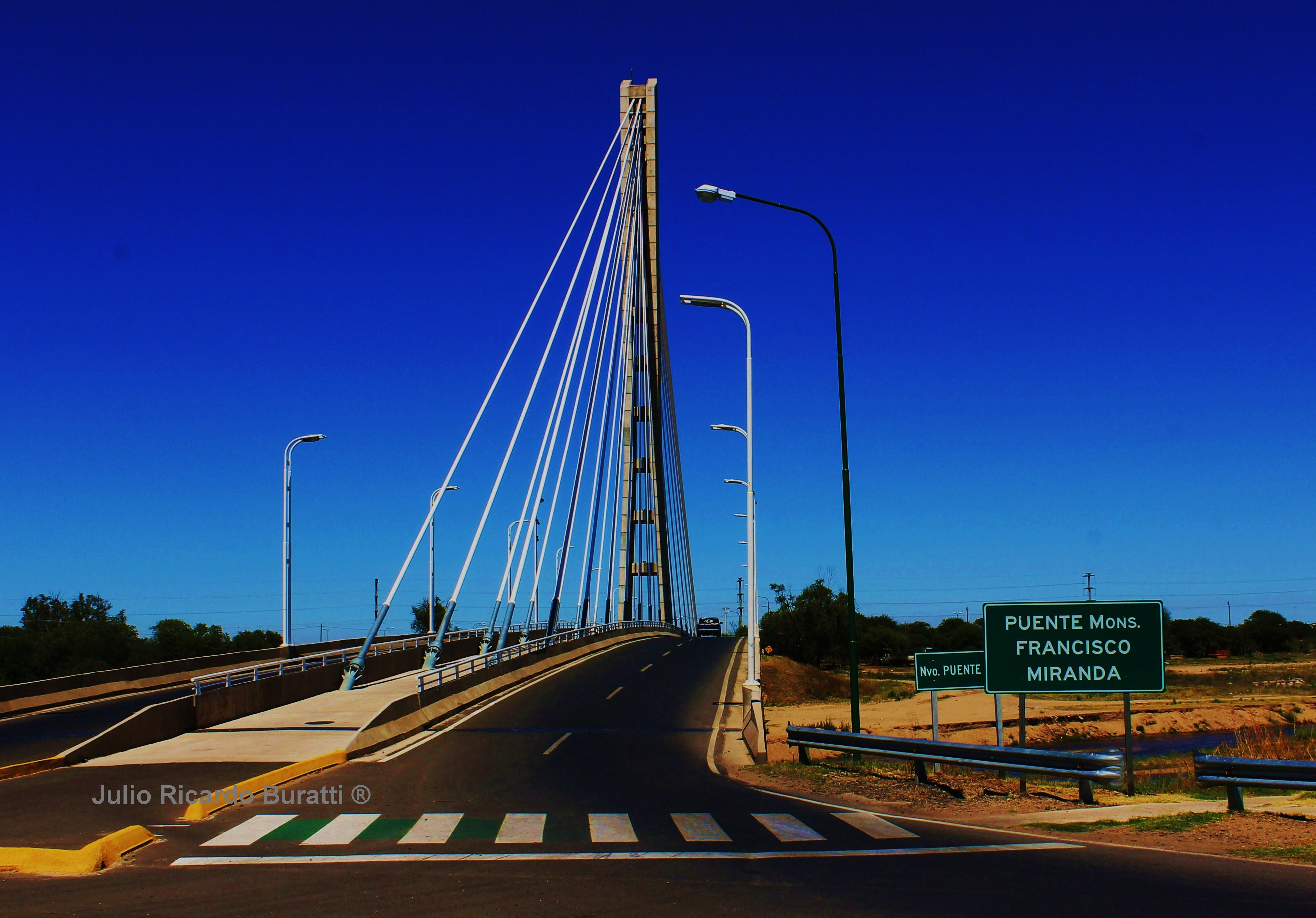
Puente Atirantado Monseñor Francisco Miranda

Otra zona de gran importancia en la ciudad además del centro es el Barrio Estación, el cual tuvo su apogeo cuando el ferrocarril era el medio de transporte y comercio más importante de la ciudad. Se destaca en este barrio la famosa calle "Calle Angosta", el Molino Fénix, la Estación Villa Mercedes, y por último una de las atracciones más importantes de la ciudad, el Anfiteatro Alfonso y Zabala.
La ciudad está dividida por el Río Quinto, debido a esto hay 3 puentes en la mancha urbana que cruzan dicho río, de los cuales se destaca el Puente Monseñor Francisco Miranda inaugurado el 1 de diciembre de 2013 el cual es puente atirantado de pila única de 176 m de largo, con dos luces asimétricas de 103 y 76 metros y comunica el centro de la ciudad con el Parque La Pedrera y el Barrio La Ribera.

#### Complejo Calle Angosta
Es un complejo cultural, turístico y recreativo ubicado en el norte de la ciudad, en el Barrio Estación. Cuenta con aproximadamente 1 km², los cuales limitan al oeste por la calle Belgrano y el Complejo Molino Fénix, al sur la Av. Aviador Origone, al este la Av. los Álamos y al norte por la mismísima calle Angosta. Esta última calle, la cual le da el nombre al complejo, es el icono cultural de la ciudad, conocida por ser un punto de encuentro tanto de artistas, comerciantes e intelectuales en el siglo XX. Este complejo mide de este a oeste unos 800 metros, la misma longitud que tiene la calle Angosta, y está atravesado por el Ferrocarril Buenos Aires al Pacífico y por el Túnel Carretero, el cual es un túnel inaugurado el 14 de junio de 2017 que contiene a la Av. Mitre, una de las avenidas más importantes de la ciudad.
En su interior contiene al imponente Anfiteatro Alfonso y Zabala, el cual alberga a lo largo del año más de 10 eventos culturales, de los cuales destaca la Fiesta Nacional de la Calle Angosta. Además, contamos con la Estación Villa Mercedes, circuito gastronómico, plazoleta Brigada Aérea (en honor a los caídos en Malvinas), Museo Ferroviario, plazoleta de Las Artes Monumentales, el Coche Pagador (es un vagón de lujo utilizado por los ferroviarios que pertenecían a la Jefatura de Bs.As.), monumento a Manuel Félix Origone, monumento Alfonso y Zavala, entre otras locaciones.

#### Complejo Molino Fénix

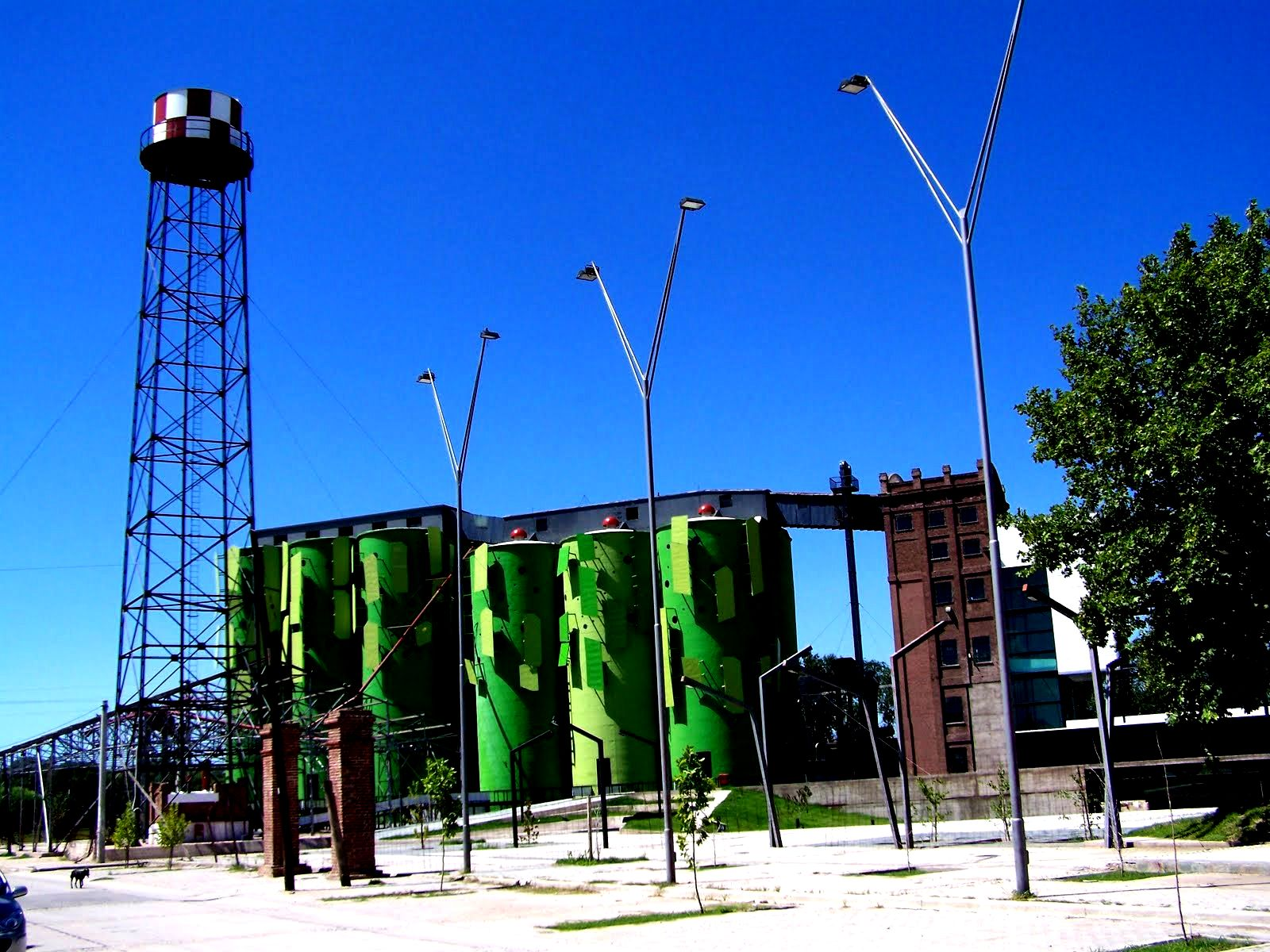
Molino Fénix

El Complejo Molino Fénix es un parque temático ubicado en las ruinas de un Molino harinero inaugurado en 1922, que funcionó con el fin industrial hasta 1980. Contiene en sus instalaciones un teatro, un cine llamado Cines Fénix, un estudio musical llamado Casa de la Música (el cual es uno de los más importantes de Latinoamérica), bares, restaurantes, boliches, entre otras locaciones.

### Espacios verdes

#### Parque La Pedrera

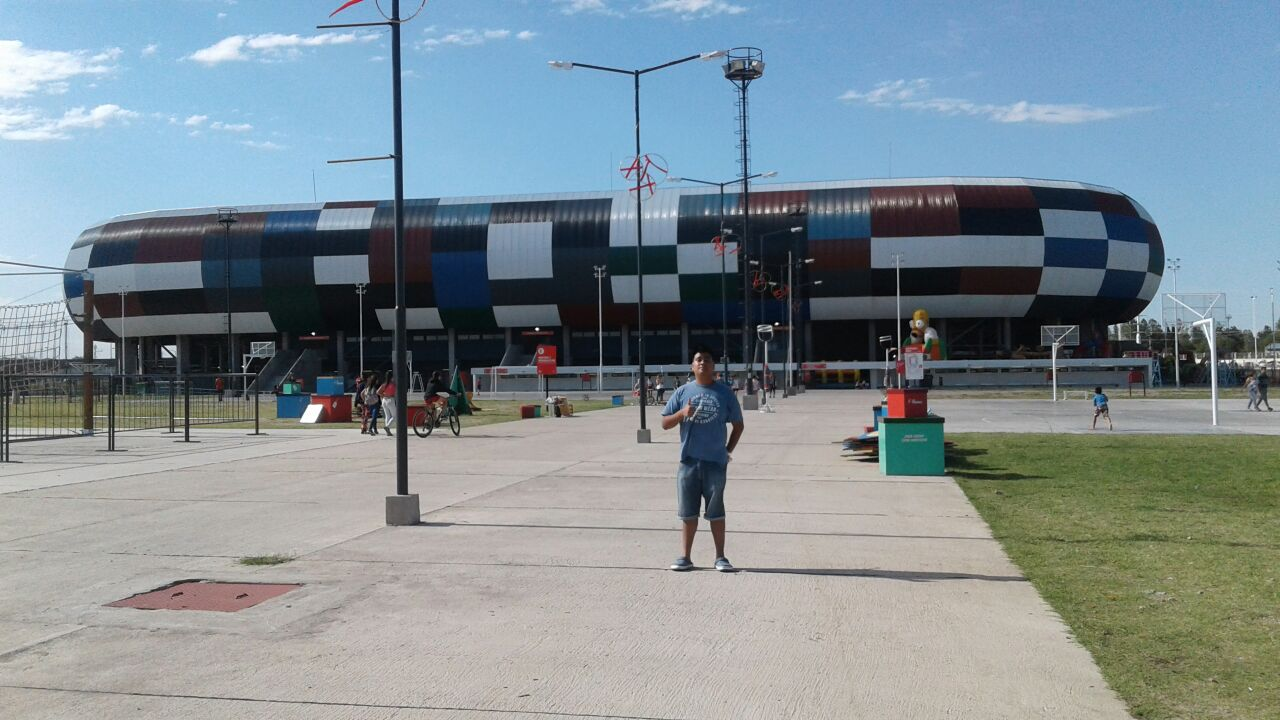
Estadio Único de Villa Mercedes en el Parque La Pedrera

Dentro del mismo se encuentra el Autódromo José Carlos Bassi inaugurado en 2017

#### Otros parques
- Parque Costanera Río Quinto: es el mayor pulmón verde de la ciudad y es apodado "El Lago". Está ubicado al sur de la ciudad, a orillas del Río Quinto, muy cerca del centro y de la Plaza Lafinur. Cuenta con un bosque de eucaliptos, asadores, juegos infantiles, canchas de fútbol, pádel, tenis, hockey, rugby, básquet y vóley; y un lago artificial pequeño (el cual le da origen a su apodo).
- Espejo de Agua: es un balneario municipal con playas y un sector para el desarrollo náutico y gastronómico ubicado a orillas del Río Quinto frente al Parque Costanera.
- Dique Vulpiani: construido a comienzos del siglo XX, es una de las principales obras de contención de las aguas del Río Quinto. Está ubicado a 7 kilómetros al oeste de la ciudad. Es considerado patrimonio histórico y una obra fundamental para el progreso de la región. Construido con bloques de hormigón, constituye un sistema de almacenamiento que se complementa con una red de distribución de agua a través de canales, que nacen en la margen izquierda del dique.

#### Plazas principales

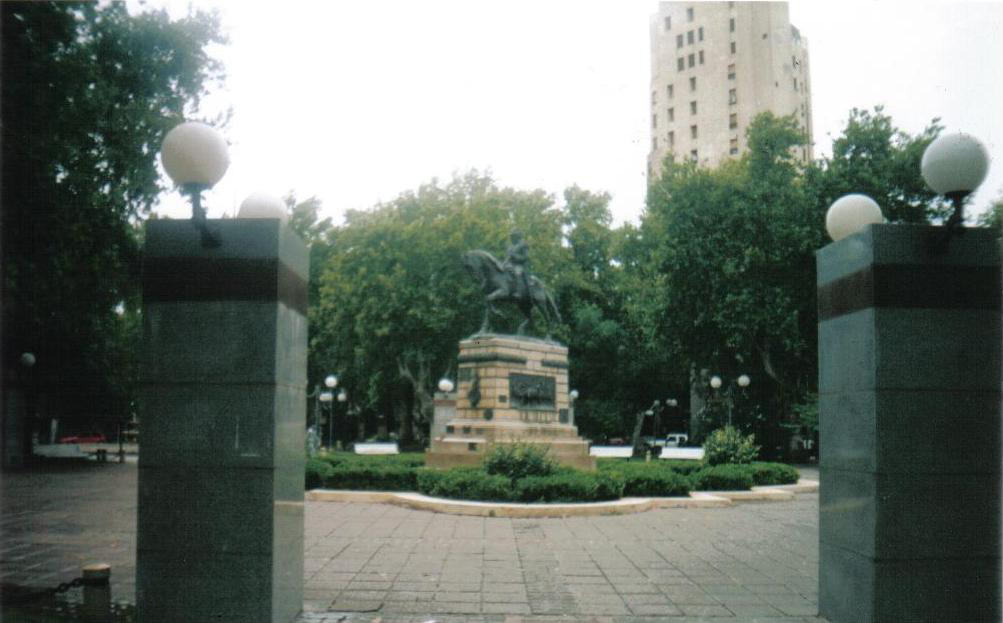
Plaza Pedernera

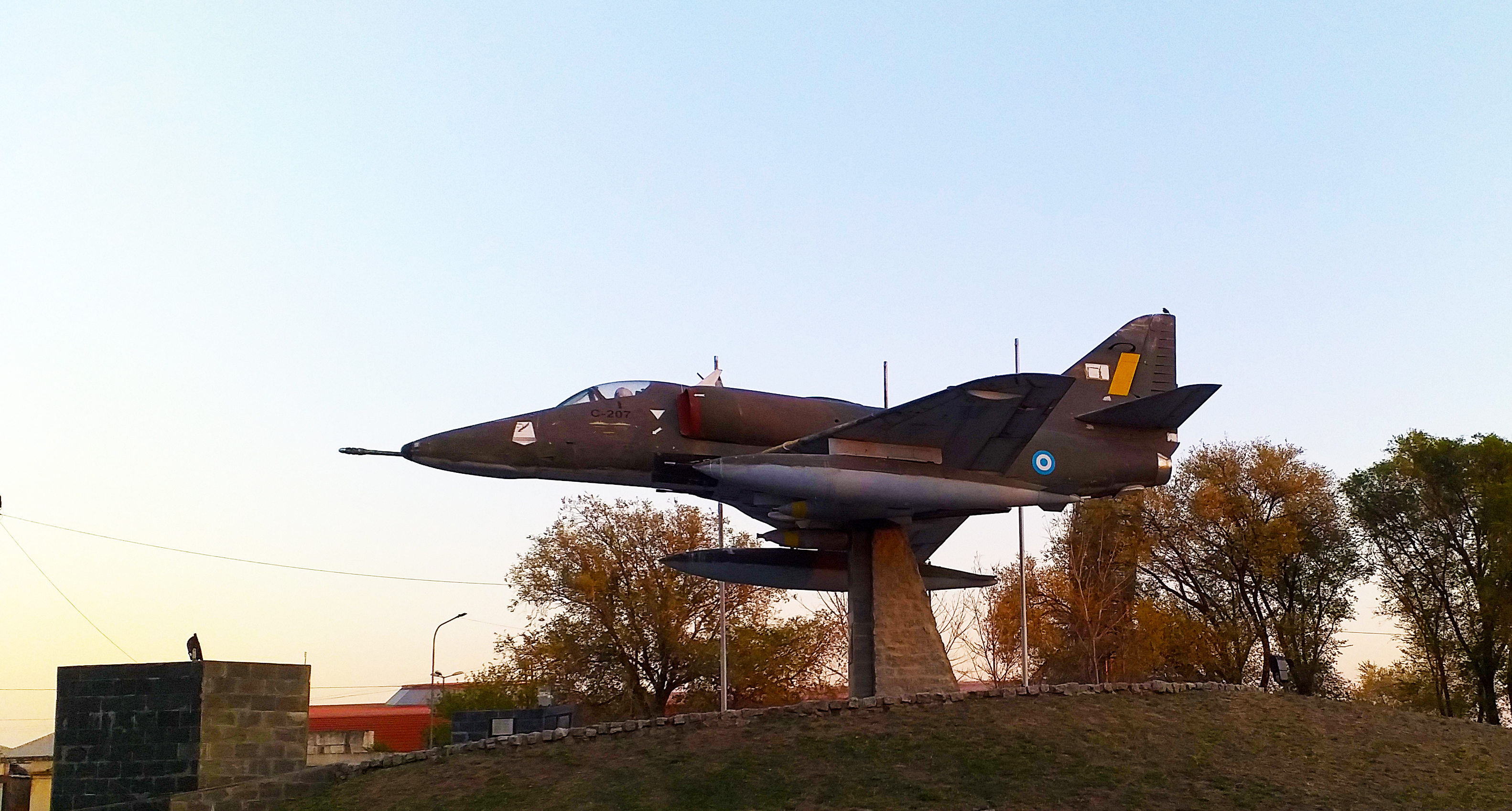
A-4 Skyhawk en el Monumento Plazoleta Brigada Heroica.

- Plaza Pedernera: ubicada en el centro de la ciudad es considerada por muchos como la plaza principal, tiene al frente a la Parroquia Nuestra Señora de la Merced y el comienzo de la peatonal de la ciudad sobre calle Pedernera. Al centro se encuentra el monumento ecuestre y sepulcro: Monumento Histórico Nacional a Juan Esteban Pedernera, destacado soldado de la Independencia Argentina, y miembro de la fundación de la ciudad, llevada adelante por el primer Gobernador Constitucional de la Provincia, Justo Daract, el 1 de diciembre de 1856. Contiene, además, fundado en el año 1956, al "Monumento a la Madre", esculpido por el famoso escultor Luis Perlotti.
- Plaza San Martín: ubicada entre el centro de la ciudad y el Barrio Estación sobre Avenida Mitre, es la plaza donde se realizan muchos actos municipales ya que la Municipalidad se encuentra al frente, la cual es de estilo art decó. Fue construida en el año 1924.
- Plaza Lafinur: es el área fundacional de la ciudad. Trazada en las primeras tareas de demarcación realizadas el día 6 de diciembre de 1856, está muy cerca del centro.
- Plaza del Mercado o Plaza Sesquicentenario: ubicada en el centro de la ciudad y donde finaliza la peatonal de la ciudad sobre calle Pedernera. Dentro de la Plaza se encuentra la Casa de la Cultura de la ciudad.
- Plaza Sarmiento: se ubica muy cerca del centro por la Avenida 25 de Mayo y muy cerca de la Plaza del Mercado. En su parte central alberga un importante monumento a quien fuera presidente de la nación Domingo Faustino Sarmiento.
- Plaza Pringles: se ubica en el Barrio Estación muy cerca del Anfiteatro Alfonso y Zavala.
- Monumento a Aviador Origone Inaugurado el 8 de julio de 1917 para honrar a la primera víctima de la aviación militar Manuel Félix Origone. El 1 de diciembre de 1962 sus restos fueron colocados al pie del monumento, el cual mide 3,20 metros y fue realizado en bronce sintético. Está ubicado en el Barrio Estación, frente a la Estación Villa Mercedes y a la Plazoleta Brigada Heroica.
- Plazoleta Brigada Heroica: está ubicada en el Barrio Estación, frente a la Estación Villa Mercedes y al Monumento a Aviador Origone, dentro del Complejo Calle Angosta. Cuenta en su interior con la presencia de un avión bombardero Douglas A-4 Skyhawk que operó en la guerra de Malvinas que rinde homenaje a los aviadores que participaron en el conflicto bélico.

## Cultura

### Fiesta Nacional de la Calle Angosta
La Fiesta Nacional de la Calle Angosta es un festival de folklore que se realiza generalmente el primer fin de semana de diciembre desde el año 1984 en el Anfiteatro Alfonso y Zavala de la ciudad. Es el festival más importante de la provincia y uno de los más importantes a nivel nacional.
Nació de la voluntad de los vecinos del Barrio Estación ante el crecimiento cultural de este, debido al ferrocarril y el apogeo folklórico en la ciudad. Su nombre hace referencia tanto a la famosa cueca cuyana titulada "Calle Angosta" y a la calle del mismo nombre, la emblemática calle Angosta.

### Otros eventos
- Calle Angosta Rock: Se realiza todos los años en el mes de febrero y se ha convertido en una cita obligada del género para toda la región. Tiene como objetivo principal generar un espacio de participación, expresión y difusión de las bandas locales y provinciales de Rock, que forman parte de la movida cultural de la ciudad y la provincia. Se realiza en el Anfiteatro Alfonso y Zabala.[10]
- Feria Nacional del Libro: Se desarrolla en septiembre, en Casa de la Cultura y Plaza del Sesquicentenario, expone en tres días la mayor oferta de editoriales nacionales e internacionales, historietas, poesía, autores, escritores, talleres de lectura, arte y literatura, obras de teatro y cine. Convoca a miles de visitantes de la ciudad y de la región.[11]
- Calle Angosta Canta Cuyo: Se realiza en febrero desde el año 2011, y tiene como protagonistas a los folkloristas cuyanos, que con su talento interpretan a lo largo de varias noches cuecas, gatos, tonadas y zambas cuyana. Se realiza en el Anfiteatro Alfonso y Zabala.[12]
- Callecita Angosta: Se realiza en noviembre, todos los años desde 1994, y convoca a cientos de niños artistas de la ciudad y de la región que con su alegría llenan de risas por tres días al Anfiteatro Alfonso y Zabala. Fue iniciativa de María Eva Ortiz que lo ha organizado desde el primer año.[13]
- Fiesta del Inmigrante: Las comunidades inmigrantes junto a sus descendientes, herederos de sus costumbres, historia, cultura e idiosincrasia, se reúnen cada año en noviembre para celebrar su fiesta. Se realiza en el Anfiteatro Alfonso y Zabala.[14]
- Corsos: Convoca a las comparsas y batucadas que con su alegría buscan estar espléndidos y coloridos para su gran noche. Su prestigio ha contribuido al desarrollo de los grupos locales que además actúan en localidades de la región. Ellos convocan a disfrutar todos en un mismo evento, con una invitación a la alegría compartida con las familias.
- Calle Angosta Vive: Un domingo al mes, la calle Angosta se viste de fiesta para que la comunidad disfrute de música, baile y diversos entrenamientos, para toda la familia. Dicho evento generado por el sentimiento de pertenencia de los villamercedinos, se realiza en el "Patio de Comidas" del Complejo Cultural, Turístico y Recreativo Calle Angosta.[15]
- Calle Angosta Adultos Mayores: Se realiza en octubre, y convoca a cientos de adultos mayores de la ciudad y de la región que con su despliegue artístico llenan de emoción por dos días al Anfiteatro Alfonso y Zabala.[16]
- Feria Nacional de Artesanos: Destacados artistas del trabajo con las manos en gran variedad de materiales son los exponentes y anfitriones de este evento de gran envergadura que se realiza en la calle más emblemática de la ciudad, la calle Angosta.

## Salud
La Salud está cubierta (sector público o privado) por hospitales, clínicas, sanatorios o centros de atención primaria.
En salud pública se cuenta con los siguientes hospitales o caps.
- Policlínico Regional "Juan Domingo Perón"
- Maternidad Provincial "Dr. Carlos Luco"
- Hospital "Viceintendenta Verónica Bailone"
- Área Programa de Atención Primaria:
- Hospital "Dr. Braulio Moyano"
- Hospital "Dr. Justo Suarez Rocha"
- Hospital "Eva Perón"
- Hospital "La Pedrera"
- Caps N.º 1
- Caps 12 de Octubre
- Caps ATE II
- Caps Belgrano
- Caps Ciudad Jardín
- Caps Dr. Albert Sabin
- Caps Dr. Hugo Espinosa
- Caps Dr. Llorente Ruiz
- Caps Dr. René Favaloro
- Caps Dr. Tallaferro
- Caps Las Mirandas
- Caps San Antonio
- Caps San José
- Caps Villa Celestina

## Educación

### Universidades
La ciudad actualmente cuenta con tres universidades nacionales: la Universidad Nacional de Villa Mercedes (la cual sólo se encuentra en la ciudad), dos sedes de la Universidad Nacional de San Luis (la cual tiene su sede principal en la ciudad de San Luis), y una subsede de la Universidad Nacional de las Artes (la cual tiene su cede principal en Capital Federal).

#### UNViMe
La Universidad Nacional de Villa Mercedes (UNViMe) es una universidad nacional argentina ubicada en la calle Las Heras 383, en la ciudad de Villa Mercedes. Fue creada en 2009 y actualmente contiene 4 áreas, la Escuela de Ciencias de la Salud, Escuela de Gestión de Empresas y Economía, Escuela de Ingeniería y Ciencias Ambientales y la Escuela de Ciencias Sociales y Educación. Actualmente la universidad dispone de 23 ofertas educativas las cuales son de grado y pregrado.

#### UNSL
La Universidad Nacional de San Luis (UNSL) es una universidad nacional argentina que tiene su sede central en la ciudad de ciudad de San Luis, sin embargo, contiene dos entidades en Villa Mercedes, las cuales son: la Facultad de Ingeniería y Ciencias Agropecuarias (FICA) y la Facultad de Ciencias Económicas Jurídicas y Sociales (FCEJS). Las primeras carreras que se pusieron en marcha fueron de Ingeniería, Agronomía, Ciencias Económicas y Ciencias Sociales. Muchas carreras fueron creadas sobre la base del perfil de la ciudad, que apunta al sector industrial y de servicios, tales carreras son por ejemplo la de Ingeniería Química y Electromecánica. Actualmente la universidad dispone de 18 ofertas educativas en la ciudad las cuales son de grado y pregrado.

#### UNA
La Universidad Nacional de las Artes (UNA) es una universidad nacional argentina que tiene su sede central en la ciudad de Buenos Aires, sin embargo, cuenta con una subsede en Villa Mercedes que dicta una tecnicatura y una diplomatura en formato semipresencial desde el año 2023. En un futuro se planea que la universidad tenga un edificio propio en la ciudad y amplíe su oferta académica en la misma.
- Intérprete de Danzas Folclóricas y Tango (técnico/3 años)
- Diplomatura en Danzas Folclóricas (curso/1 año)

### Institutos
- Instituto de Formación Docente Continua (IFDC): es un instituto público ubicado en la ciudad que otorga únicamente títulos de pregrado. Está ubicado en la calle 9 de julio al 1147 en el edificio Escuela Hogar de la ciudad
- Universidad Provincial de Oficios Eva Perón (UPrO): es un instituto mal denominado universidad ya que sólo dispone de cursos y tecnicaturas de validez provincial. Está ubicado sobre la calle 9 de Julio al 1095 en el edificio Fundación Eva Perón de la ciudad
- Instituto Superior Nuestra Señora del Carmen (ISNSC): es un instituto privado ubicado en la ciudad que otorga únicamente títulos de pregrado, y también es una escuela primaria y secundaria. Está ubicado en la calle Almafuerte al 371 y es un tipo de instituto que forma parte de la estructura de la Iglesia católica.
- Instituto Cultural Argentino (ICA): es un instituto privado ubicado en la ciudad que otorga únicamente títulos de pregrado, y también es una escuela secundaria. Está ubicado en la calle Gobernador Alric al 374.

### Escuelas
La primera escuela de la ciudad es la actual Escuela N.º 30 General Pedernera, fundada el 1 de junio de 1859 por el gobernador de la Provincia Justo Daract junto con el apoyo del presidente de la Confederación Argentina Justo José de Urquiza, es considerada patrimonio histórico de la Provincia, siendo su primer docente y director el maestro Laureano González. También es una escuela destacada el Colegio N.º 2 Juan Esteban Pedernera (conocido también como Colegio Nacional) que fue inaugurado el 30 de julio de 1917 por el presidente Hipólito Irigoyen, aunque su actual edificio considerado "Escuela Palacio" se terminó de construir en 1934, también es considerada patrimonio histórico de la Provincia. Por último, se destaca el Centro Educativo N.º 9 Doctor Juan Llerena (también conocido como Escuela Normal Mixta) creada en 1894 por el presidente Luis Sáenz Peña, siendo su primer director el Profesor Feliciano Julio De La Mota, aunque su edificio actual considerado "Escuela Palacio" se inauguró en 1908.
En el siguiente listado todas las escuelas de la ciudad con sus respectivos niveles según el Sistema educativo de Argentina.
| Escuelas y Colegios en Villa Mercedes                       | Escuelas y Colegios en Villa Mercedes | Escuelas y Colegios en Villa Mercedes | Escuelas y Colegios en Villa Mercedes |
| Escuelas                                                    | Gestión                               | Nivel Educativo                       |                                       |
| ----------------------------------------------------------- | ------------------------------------- | ------------------------------------- | ------------------------------------- |
| Centro Educativo N.º 9 Doctor Juan Llerena (Escuela Normal) | Estatal                               | Primaria y Secundaria                 |                                       |
| Colegio N.º 2 Juan Esteban Pedernera (Colegio Nacional)     | Estatal                               | Secundaria                            |                                       |
| Escuela N.º 31 Maríano Moreno                               | Estatal                               | Primaria y Secundaria                 |                                       |
| Colegio N.º 15 Ingeniero Agustín Mercau                     | Estatal                               | Secundaria Técnica                    |                                       |
| Colegio N.º 17 V Brigada Aerea                              | Estatal                               | Secundaria Técnica                    |                                       |
| Centro Educativo N.º 10 Ramiro Podetti                      | Estatal                               | Primaria y Secundaria Técnica         |                                       |
| Colegio N.º 18 Nicolása Berrondo de Quiroga                 | Estatal                               | Secundaria Técnica                    |                                       |
| Escuela N.º 1 Profesor Gaspar Digennaro (Bellas Artes)      | Estatal                               | Secundaria                            |                                       |
| Centro Educativo N.º 20 Juan Wenceslao Gez                  | Estatal                               | Primaria y Secundaria Técnica         |                                       |
| Colegio N.º 11 Benito Juárez                                | Estatal                               | Secundaria                            |                                       |
| Centro Educativo de Nivel Secundario CENS N1                | Estatal                               | Secundaria                            |                                       |
| Escuela Pública Autogestionada N.º 19 Libertad              | Autogestionada pública                | Primaria y Secundaria                 |                                       |
| Colegio N.º 19 Bernardino Rivadavia                         | Estatal                               | Secundaria Técnica                    |                                       |
| Escuela N.º 106 Profesor Tomás Ferrari                      | Estatal                               | Primaria y Secundaria                 |                                       |
| Escuela N.º 30 General Pedernera                            | Estatal                               | Primaria                              |                                       |
| Escuela N.º 142 Tomasa Garraza de Quiroga                   | Estatal                               | Primaria                              |                                       |
| Escuela Técnica N.º 20 Antonio Berni                        | Estatal                               | Secundaria                            |                                       |
| Escuela Asistencial N.º 36 Gobernador Carlos Alric          | Estatal                               | Primaria y Secundaria                 |                                       |
| Escuela N.º 374 Gobierno de San Luis                        | Estatal                               | Primaria                              |                                       |
| Escuela Especial N.º 6 Doctora María Montessori             | Estatal                               | Educación especial                    |                                       |
| Escuela Experimental N.º 7 Eduardo Galeano                  | Autogestionada pública                | Primaria y Secundaria                 |                                       |
| Escuela Experimental N.º 8 Leonardo Da Vinci                | Autogestionada pública                | Secundaria                            |                                       |
| Escuela Experimental N.º 6 Dr. Luis Roberto Barroso         | Autogestionada pública                | Primaria y Secundaria                 |                                       |
| Escuela N.º 11 2 de Abril                                   | Estatal                               | Primaria y Secundaria                 |                                       |
| Escuela N.º 147 Provincia de Mendoza                        | Estatal                               | Primaria y Secundaria                 |                                       |
| Escuela N.º 150 Provincia de Santa Fe                       | Estatal                               | Primaria                              |                                       |
| Escuela N.º 152 Alas Argentinas                             | Estatal                               | Primaria y Secundaria                 |                                       |
| Escuela N.º 176 Maestra Nelida Esther Perez de Ferrer       | Estatal                               | Primaria y Secundaria                 |                                       |
| Escuela N.º 187 José Hernández                              | Estatal                               | Primaria                              |                                       |
| Escuela N.º 240 Provincia de Corrientes                     | Estatal                               | Primaria                              |                                       |
| Escuela N.º 32 Justo Daract                                 | Estatal                               | Primaria                              |                                       |
| Escuela N.º 33 Vicente Dupuy                                | Estatal                               | Primaria y Secundaria                 |                                       |
| Escuela N.º 34 Raúl Basilio Díaz                            | Estatal                               | Primaria y Secundaria                 |                                       |
| Escuela N.º 371 Juan Bautista Alberdi                       | Estatal                               | Primaria                              |                                       |
| Escuela N.º 388 Sargento Eduardo Romero                     | Estatal                               | Primaria                              |                                       |
| Escuela N.º 40 Doctor Ricardo Rojas                         | Estatal                               | Primaria y Secundaria                 |                                       |
| Escuela N.º 43 Doctor Tomás Jofré                           | Estatal                               | Primaria y Secundaria                 |                                       |
| Escuela N.º 46 Gobernador Leon Guillet                      | Estatal                               | Primaria                              |                                       |
| Escuela N.º 69 Maestra Olga Esther Sarden                   | Estatal                               | Primaria y Secundaria                 |                                       |
| Escuela N.º 148 Provincia de Chubut                         | Estatal                               | Primaria                              |                                       |
| Escuela N.º 29 Remedios Escalada                            | Estatal                               | Primaria y Secundaria                 |                                       |
| Escuela N.º 431 Profesora Nelly Chenau de Vecino            | Estatal                               | Primaria y Secundaria                 |                                       |
| Escuela N.º 444 María Eva Duarte de Perón                   | Estatal                               | Primaria                              |                                       |
| Escuela Técnica N.º 3 Eva Duarte de Perón                   | Estatal                               | Secundaria Técnica                    |                                       |
| Escuela N.º 445 Río Quinto                                  | Estatal                               | Primaria                              |                                       |
| EPA N.º 10 Maestro Escultor Vicente Lucero                  | Autogestionada pública                | Primaria y Secundaria                 |                                       |
| Escuela Bilingüe y Digital Mahatma Gandhi                   | Autogestionada pública                | Primaria y Secundaria                 |                                       |
| Escuela Técnica Nº14 Dr Luis A. Luco                        | Estatal                               | Secundaria Técnica                    |                                       |
| Escuela Construyendo Infancias                              | Social pública                        | Primaria generativa                   |                                       |
| Escuela Terra Mater                                         | Social pública                        | Secundaria generativa                 |                                       |
| Escuela Félix Máximo María                                  | Social pública                        | Secundaria generativa                 |                                       |
| Escuela Club Jorge Newbery                                  | Social pública                        | Primaria y Secundaria generativa      |                                       |
| Escuela Alberdi Club                                        | Social pública                        | Primaria y Secundaria generativa      |                                       |
| Escuela Gen Z                                               | Social pública                        | Primaria y Secundaria generativa      |                                       |
| Escuela Generativa Ecológica Ambiental (GEA)                | Autogestionada pública                | Primaria y Secundaria generativa      |                                       |
| Escuela Generativa Estación Danza Arte                      | Social pública                        | Primaria y Secundaria generativa      |                                       |
| Instituto San Buenaventura                                  | Privada                               | Educación católica                    |                                       |
| Instituto Sagrado Corazón de Jesús                          | Privada                               | Educación católica                    |                                       |
| Colegio Madre Cabrini                                       | Privada                               | Educación católica                    |                                       |
| Instituto Cultural Argentino (ICA)                          | Privada                               | Primaria y Secundaria                 |                                       |
| Instituto Educativo María Educadora                         | Privada                               | Educación católica                    |                                       |
| Instituto Modelo Bilingüe San Marcos                        | Privada                               | Educación católica                    |                                       |
| Instituto Nacional de Informática (INdI)                    | Privada                               | Secundaria                            |                                       |
| Instituto Nuestra Señora del Carmen (INSC)                  | Privada                               | Educación católica                    |                                       |
| Centro Educativo Nuevo Amanecer                             | Privada                               | Educación católica                    |                                       |
| Colegio Isabel la Católica                                  | Privada                               | Educación católica                    |                                       |

## Deportes

### Televisión
La ciudad cuenta con dos canales de televisión propios, uno de ellos es repetidora de TVEO de Mendoza, que emite en el Canal 2 y otro es Ho Noticias, canal local que comparte programación con TVEO, y también se puede sintonizar por la frecuencia 11 una repetidora del Canal 13 de San Luis. La ciudad en sí todavía no cuenta con canales de aire, solo se puede ver televisión por cable en la ciudad.

### Estadios

#### Estadio Único
El Estadio Único de Villa Mercedes, también conocido como Estadio La Pedrera es un estadio multipropósito ubicado en el Parque La Pedrera de la ciudad. Fue inaugurado el 8 de julio de 2017 y tiene una capacidad para 28 000 espectadores sentados, tribunas techadas y un amplio estacionamiento. Le pertenece al gobierno de la provincia.

#### Otros estadios
- Palacio Municipal de los Deportes José María Gatica, es un estadio cubierto multipropósito que le pertenece a la municipalidad de la ciudad y cuenta con 1500 espectadores sentados. Fue inaugurado en 1969 y lleva ese nombre en homenaje al boxeador José María Gatica. Está ubicado en el Barrio Estación.
- Arena La Pedrera, es un estadio cubierto multipropósito que le pertenece al gobierno de San Luis y cuenta con capacidad para 2000 espectadores sentados. Cuenta con equipamiento técnico de última generación, brindando la posibilidad de desarrollar diferentes prácticas deportivas: básquet, vóley, tenis, entre otros. Es también un espacio alternativo para realizar shows y espectáculos. Está ubicado en el Parque La Pedrera.
- Estadio Osvaldo Centioni, es el estadio del Club Jorge Newbery de la ciudad y cuenta con una capacidad aproximada de 10 000 personas.
- Estadio Félix Luis Ramos, es el estadio de Colegiales de la ciudad y cuenta con una capacidad aproximada de 6000 personas.
- Estadio Miguel Catuogno, es el estadio de Sportivo Mercedes de la ciudad y cuenta con una capacidad aproximada de 2000 personas.

## Transporte
En la ciudad opera la empresa Sol Bus, la cual opera con 4 líneas: 
- A,
- Este,
- Oeste,
- E.

Las 4 líneas cubren toda la ciudad y parte de alrededores de la misma.

### Ferrocarril

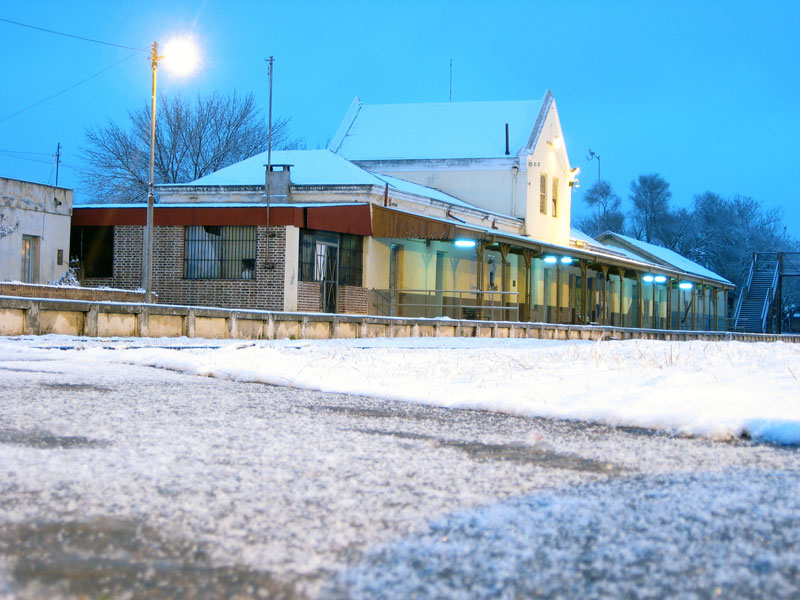
Estación Villa Mercedes

No presta servicios de pasajeros desde 1993. Por sus vías corren trenes de carga de la empresa estatal Trenes Argentinos Cargas y Logística. En el año 1900 fue inaugurada la Estación, por parte del Ferrocarril Buenos Aires al Pacífico, en el ramal de Retiro a Mendoza. También, es parte del ramal proveniente de Río Cuarto, en la Provincia de Córdoba.

### Ómnibus de larga distancia

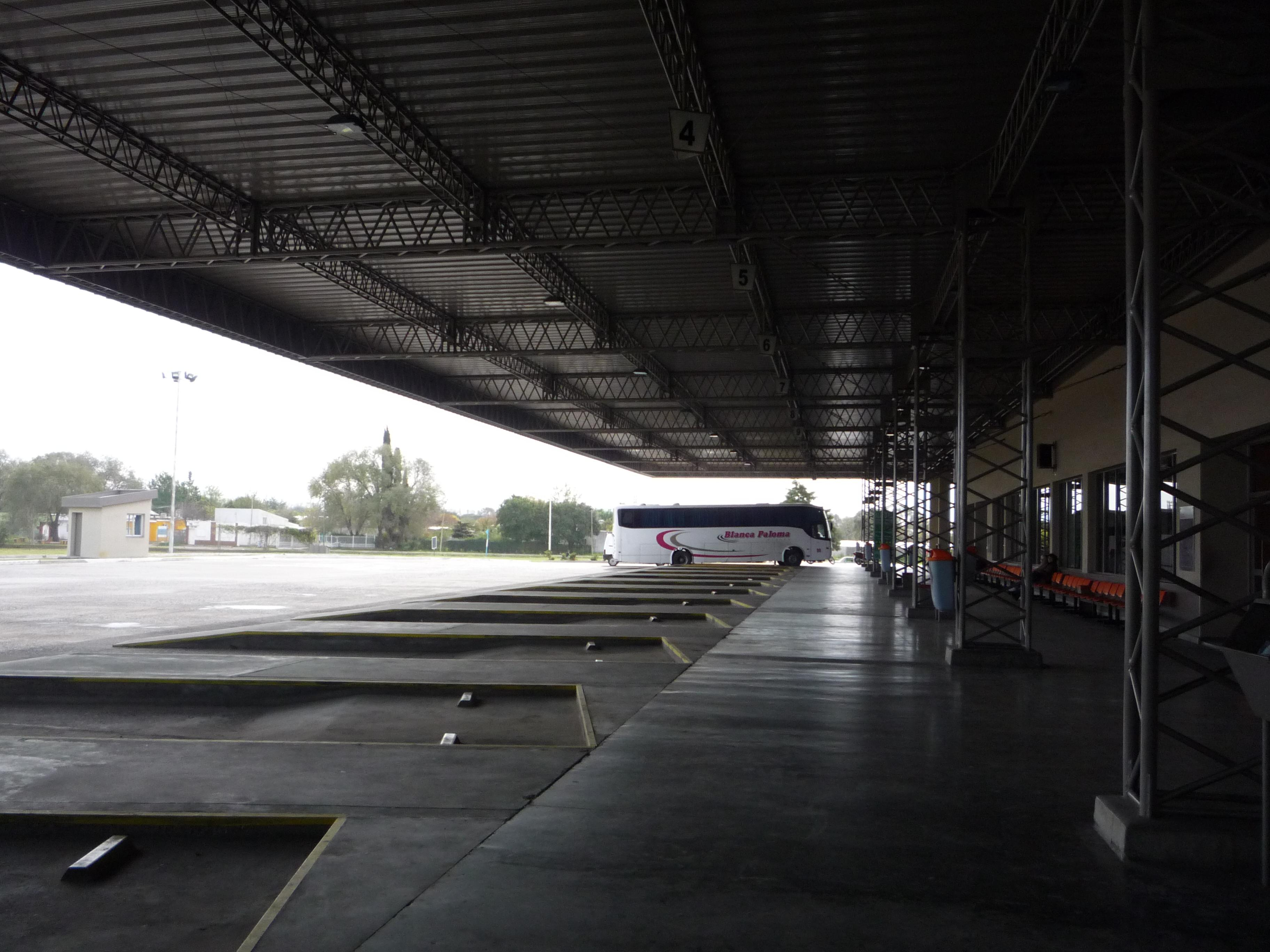
Terminal de Ómnibus

La nueva Terminal de ómnibus de la Villa Mercedes, está ubicada sobre la Avenida 25 de Mayo, conecta a la ciudad con otras ciudades de la Argentina y de países limítrofes. Es una importante infraestructura de la ciudad y permite el movimiento de pasajeros conectando el oeste del país y las grandes provincias del este y centro.

### Transporte urbano
La ciudad ha contado a lo largo de su historia con muchas empresas licitadas por la municipalidad para manejar el transporte público, debido a esto se han podido ver una variedad muy grande de recorridos y líneas de colectivos. Actualmente la ciudad cuenta con el servicio de la empresa SOL BUS y tan sólo cuatro recorridos, la Línea Este, Línea A, Línea Oeste y Línea E.

### Transporte aéreo
El Aeropuerto de Villa Reynolds, está ubicado a 8 km de la ciudad, en la localidad de Villa Reynolds, pero se le considera el aeropuerto de Villa Mercedes. El aeropuerto no realiza viajes comerciales con regularidad.

## Fuerzas Armadas
La V Brigada Aérea (V Br Aé) es una unidad militar de la Fuerza Aérea Argentina, ubicada en Villa Reynolds, a 8 km de Villa Mercedes. Es una unidad de cazabombardeo de esta fuerza, dotada del sistema de armas Lockheed Martin A-4AR Fightinghawk. Es conocida como la «Cuna de Halcones». Intervino en la guerra de las Malvinas en 1982, destacándose.

## Parroquias
| Diócesis   | San Luis |
| ---------- | --- |
| Parroquias | Nuestra Señora de la Merced, San Roque, San José, Sagrado Corazón, Nuestra Señora del Carmen, San Cristóbal, San Cayetano, Nuestra Señora de Pompeya, Nuestra Señora de la Paz, Divina Misericordia, Santa Rita |